# Lerista walkeri
Lerista walkeri — вид сцинкоподібних ящірок родини сцинкових (Scincidae). Ендемік Австралії. Вид названий на честь британського ентомолога Джеймса Джона Уокера.

## Поширення і екологія
Lerista walkeri мешкають в прибережних і внутрішніх районах на північному сході регіону Кімберлі у Західній Австралії, від плато Мітчелл до річки Сейл, а також на сусідніх островах. Вони живуть в сезонно сухих тропічних лісах, серед скельних виступів і кам'янистих пагорбів.